# Flugplatz Cambrai-Niergnies

i7
i11
i13
Das Aérodrome de Cambrai-Niergnies (ICAO-Code: LFYG) ist ein Flugplatz der Allgemeinen Luftfahrt. Er liegt in der Region Hauts-de-France im Département Nord auf dem Gebiet der Gemeinden Niergnies und Séranvillers-Forenville, etwa fünf Kilometer südöstlich von Cambrai. Der Flugplatz wurde während des Zweiten Weltkriegs und des Kalten Kriegs als Militärflugplatz genutzt.

## Geschichte
Der Flugplatz bei Niergnies diente vor dem Zweiten Weltkrieg als ziviler Flugplatz des nahen Cambrai. Neben dem Graslandeplatz gab es Hangars sowie ein kleines Terminal.
Während des Kriegs wurden sowohl der nördlich Cambrais gelegene und bis 2013 existierende Militärflugplatz Cambrai-Épinoy (Base aérienne de Cambrai-Épinoy) als auch der südlich der Stadt gelegene Aérodrome de Cambrai-Niergnies (bezeichnet als Cambrai-Süd) durch die Luftwaffe genutzt. So lag zu Beginn der Luftschlacht um England im August 1940 die III. Gruppe des Kampfgeschwaders 2 hier. Aus den vorliegenden Quellen geht nicht immer eindeutig hervor, auf welchem Platz die jeweiligen Verbände stationiert waren. Nach einer längeren Ruhephase betonierten die Deutschen 1943 zwei Start- und Landebahnen, ausgerichtet in 15/33 und 09/27. Hinzu kamen eine große Anzahl an verstreuten Stellplätzen, Wartungshallen und Hangars.
Die Gegend um Cambrai wurde im September 1944 von den Westalliierten befreit und der Flugplatz hielt die Codebezeichnung Advanced Landing Ground ALG A-74. Erster Nutzer des notdürftig reparierten Flugfeldes waren im September 1944 die Republic P-47D Thunderbolt der 48th Fighter Group der Ninth Air Force der United States Army Air Forces (USAAF) und zwischen Oktober 1944 und Mai 1945 lag hier mit der 394th Bombardment Group ein weiterer Kampfverband, der mit Martin B-26 Marauder ausgerüstet war.
Nach Kriegsende wurde das noch weitgehend zerstörte und mit Munitionsresten kontaminierte Areal zunächst landwirtschaftlich genutzt, da die französischen Luftstreitkräfte den Flugplatz nicht benötigten und für den Wiederaufbau des zivilen Bereichs die Mittel fehlten.
Nach Ausbruch des Kalten Kriegs wurde das Gelände jedoch der NATO angeboten, die hier ab 1953 einen Ausweichplatz mit einem Minimum an Unterstützungseinrichtungen, aber auf einer der alten deutschen Pisten eine Düsenjäger-tauglichen Start- und Landebahn in Ausrichtung 17/35 errichtete. Auch die zweite alte Piste wurde mit Ausrichtung 08/26 instand gesetzt und die Abstellflächen aus dem Krieg erneuert in der neuen Basis integriert.
Die Basis wurde jedoch kaum genutzt und nach Austritt Frankreichs aus der NATO 1967 als Militäreinrichtung geschlossen. Der nördliche Teil wurde anschließend mit reduzierter Start- und Landebahnlänge erneut ein ziviler Flugplatz für Cambrai, während der Rest für Jahrzehnte in einen „Dornröschenschlaf“ verfiel.

## Zwischenfälle
Am 1. November 1944 verunglückte eine Douglas DC-3/C-53D der United States Army Air Forces (USAAF) (Luftfahrzeugkennzeichen 42-68822) bei der Landung auf dem Militärflugplatz Cambrai-Niergnies und wurde zerstört. Von den 25 Insassen kamen 24 ums Leben.

## Heutige Nutzung

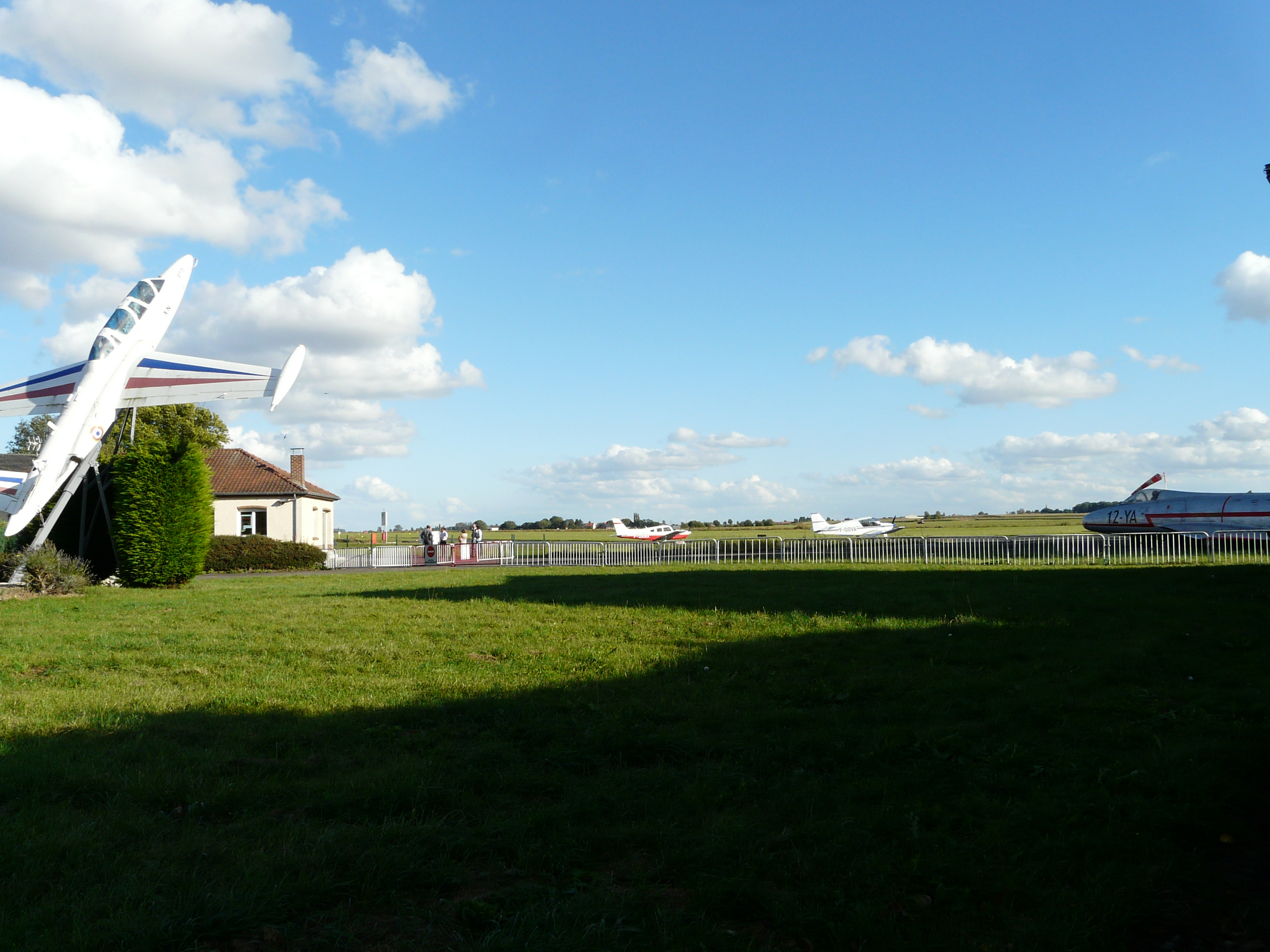
Aéroclub Louis-Blériot, 2012

Der nördliche Teil beherbergt den Fliegerclub „Louis Blériot“ sowie eine Segelflugschule.
Der südliche Teil wurde schließlich nach 2010 einer neuen Nutzung zugeführt. Neben einem Golfplatz entstand hier ein Solarpark.